# Đurđica Ivanišević
Đurđica Ivanišević Lieb (15. ožujka 1951.) je hrvatska novinarka, pjesnikinja i književna kritičarka.
Piše za Glas Koncila, rubriku Zapažanja. Pjesme i članke objavila je u Hrvatskom slovu, Mosorskoj vili, časopisu MH Dubrovnik, Mogućnostima, Forumu, 

## Djela
- Pot i zvizde moje zemje, 1975.
- Nebeska škrinja, 1984.
- Večernji snijeg, 1990.
- Ljudi iz akvarija, 1997.
- Crveno jato, 2003.
- Stoljetna, 2005.

Urednica je zbirke Očenaš iz Hrvatske = Il Padrenostro dalla Croazia.
Autorica je predgovora knjige Ozane Ramljak Zgodne nezgode.
Kao književna kritičarka pisala je oglede o radovima Nevenke Nekić.

## Nagrade i priznanja
- 2005.: 2. nagrada Nagrada Dubravko Horvatić za poeziju, za ciklus pjesama Bog je pokucao na prozor[3] objavljenih u Hrvatskom slovu

Zastupljena je u antologiji hrvatske ratne lirike U ovom strašnom času sastavljača Ive Sanadera i Ante Stamaća, zbornicima pjesničkih susreta u Podstrani Dobrojutro, more, antologiji hrvatske lirike Hercegovina prireditelja Vjekoslava Bobana, antologijama Hrvatska božićna lirika: od Kranjčevića do danas i Hrvatska uskrsna lirika: od Kranjčevića do danas, Majci, Kraljici mira: antologija hrvatske marjanske lirike prireditelja Božidara Petrača, zbirci Molitvenik hrvatskih pjesnika: vijenac molitava u izboru Josipa Brkića, antologiji Naša velečasna maslina prireditelja Mladena Vukovića, zbirci Poljička čitanka prireditelja Nedjeljka Mihanovića, antologiji pjesama o Zagrebu Povrh starog Griča brda prireditelja Božidara Petrača, o Solinu Salona aeterna u izboru Petra Opačića, o Splitu Splite moj u izboru Anatolija Kudrjavceva, o sv. Vlahi Sveti Vlaho : dubrovački parac u hrvatskoj književnosti sastavljača Luka Paljetka, Dunje Fališevac i Miljenka Foretića.

## Vanjske poveznice
- Zapažanja: Đurđica Ivanišević Lieb - Što se događa u prostoru kulture?, Glas Koncila, 19. svibnja 2013.